# Веллінг (Німеччина)
Веллінг (нім. Welling) — громада в Німеччині, розташована в землі Рейнланд-Пфальц. Входить до складу району Маєн-Кобленц. Складова частина об'єднання громад Майфельд.
Площа — 6,80 км2. Населення становить 932 ос. (станом на 31 грудня 2020).